# Pristimantis hamiotae
Pristimantis hamiotae är en groddjursart som först beskrevs av Flores 1994.  Pristimantis hamiotae ingår i släktet Pristimantis och familjen Strabomantidae. IUCN kategoriserar arten globalt som akut hotad. Inga underarter finns listade i Catalogue of Life.